# 雅克-12联络机
雅克-12（俄语：Яковлев Як-12, 也被称为 Jak-12；北约命名: "溪流"）是一种轻型多用途短距离起降飞机。苏联在二战后研制。 

## 设计
根据苏联空军1944年对新型联络机的需求，替换过时的波-2双翼机.雅科夫列夫设局最初研发了高翼支柱支撑的单翼飞机与固定起落架的雅克-10，1945年1月小规模投产。 powered with a 108 kW (145 hp) Shvetsov M-11M radial.
1947年，雅科夫列夫设计局研发了雅克-12，换装了更大功率发动机，新机翼与起落架，机身修形，采用低平尾。衍生基本型生产了788架。 
1952年开始生产大改型号雅克-12R，换装了194 kW (260 hp) 伊夫琴科 AI-14R发动机，全金属结构。翼面积从21.6 m²增加到23.8 m²，短距离起降性能改进到起飞滑跑52 m，降落滑跑81 m。
1955年推出了进一步加强结构与其他小改进的雅克-12M 。
1957年推出的Yak-12A，在空气动力学上机身更为流线，设计了新机翼。
苏联制造了3,013 雅克-12R, M, A。
Yak-12M在1956年许可波兰制造WSK-4 Okecie。1959年Yak-12A许可波兰制造。共生产了1,054架雅克-12M，137架雅克-12A，大部分出口给苏联。1958年波兰开始制造PZL-101 Gawron. 

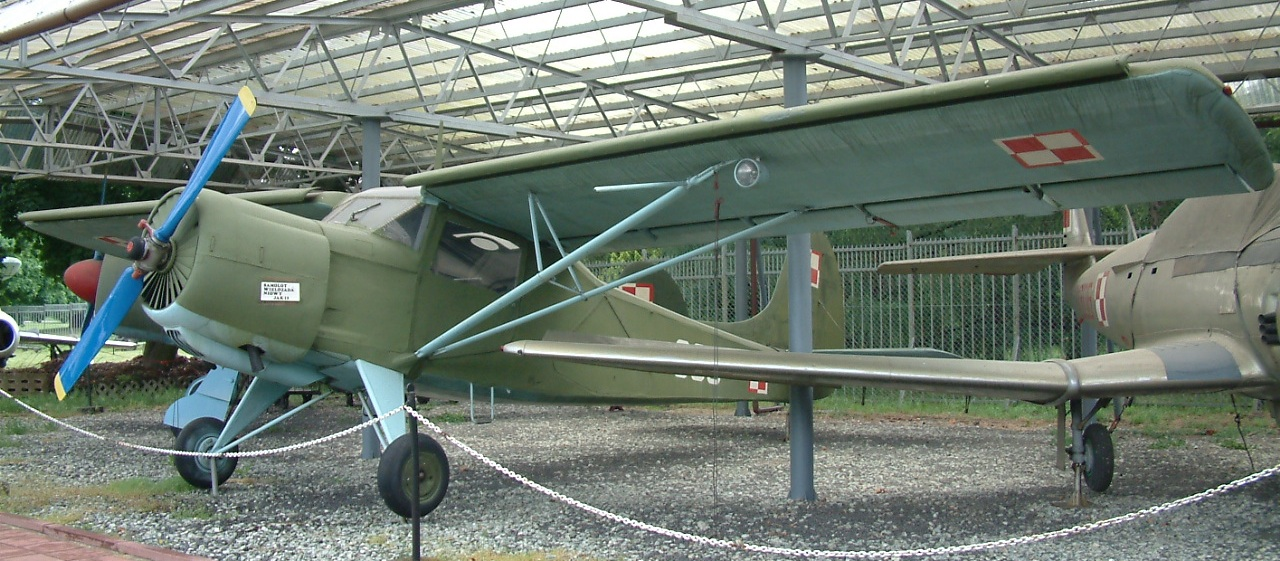
波兰空军Yak-12M

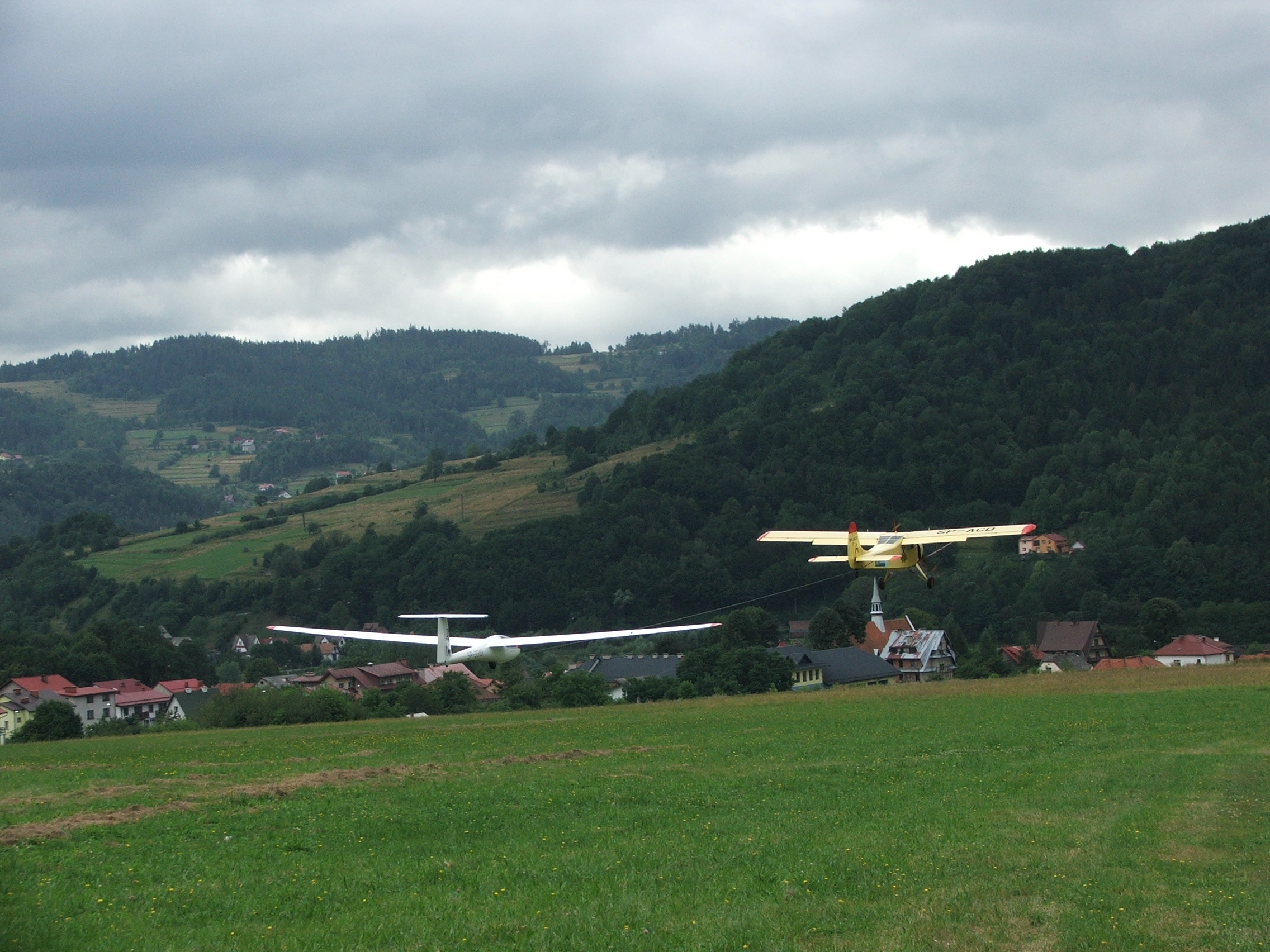
波兰民用 Yak-12M 拖着滑翔机起飞

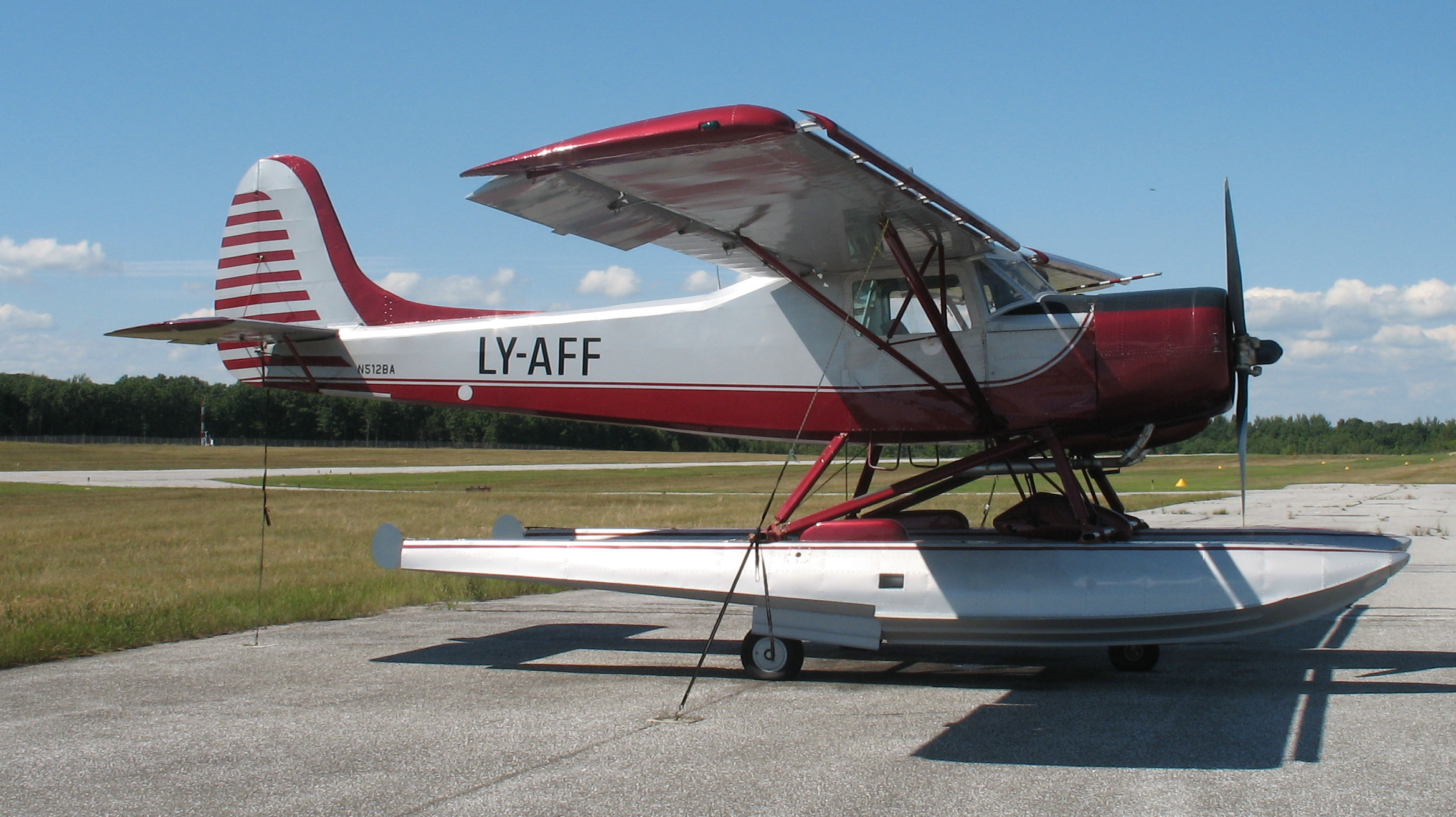
系在富兰克林县州立机场，海格特，VT

## 使用历史
雅克-12在苏军用作联络机、炮兵观测机。苏联民航用于飞行俱乐部与航校训练，跳伞训练机、滑翔牵引机。也用于空中救护机、农业航空。  

## 型号

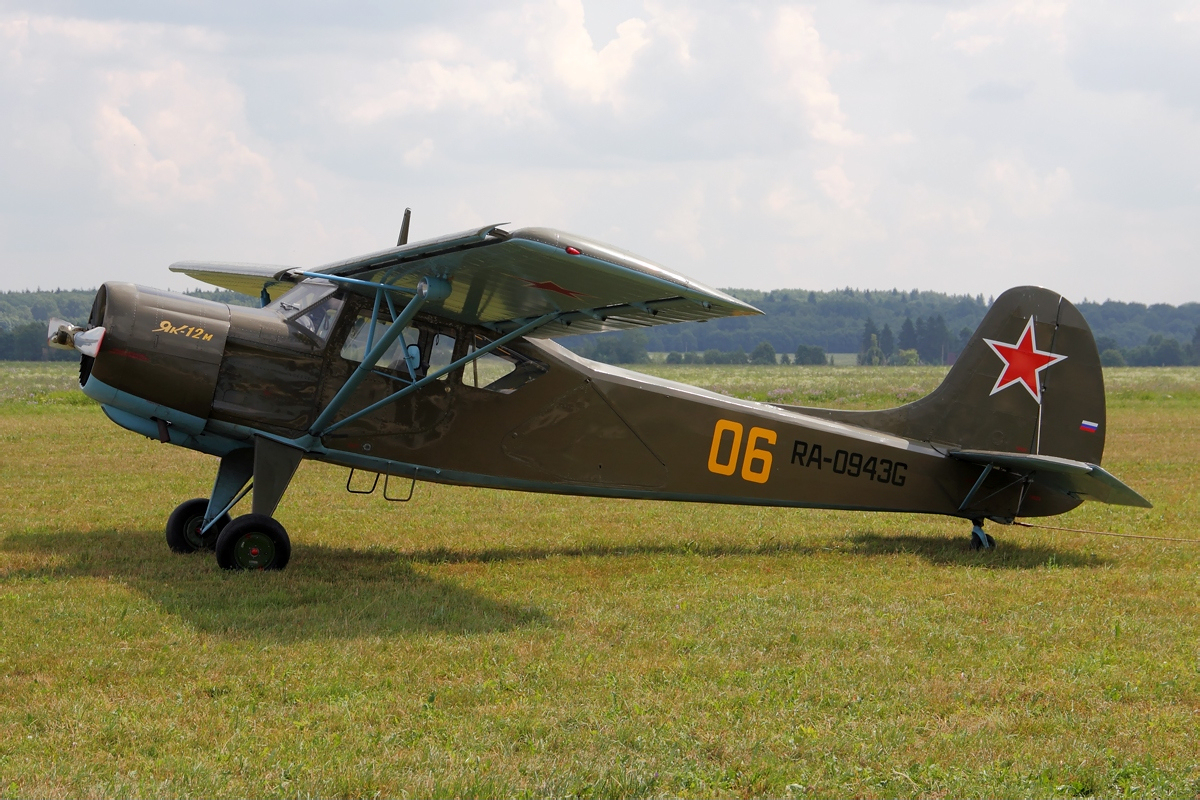
Yak-12M, main production version

Yak-12
基本型号
Yak-12GR
水上飞机
Yak-12S
空中救护机
Yak-12SKh
农业航空
Yak-12R
1952年改装了伊夫琴科 AI-14R发动机，全金属.
Yak-12M
1955年大改型号。
Yak-12A
1957年航空流体力学改型
Yak-12B
双翼试验机

## 用户

### 军队用户
保加利亚
- 保加利亚空军

 捷克斯洛伐克
- Czechoslovakian Air Force 仅测试了一台 Yak 12R。

 匈牙利
- 匈牙利空军

 蒙古国
- 蒙古武装部队

 波蘭
- 波兰空军 自1951年起运营 Yak-12飞机（简称 Jak-12），作为联络、巡逻和通用飞机。 大多数在1970年代被撤回，最后一次在1980年代被撤回。

 苏联
- 苏联空军

 南斯拉夫
- Yugoslavian Air Force

### 民航用户
中华人民共和国  1949年10月至1950年2月，中国进口17架用于空军的6所航校所需。到1956年共进口32架，其中包括有波兰制造的。1973年最后2架退役。
 捷克斯洛伐克
 匈牙利
 波蘭
- Aeroklub Polski 自1952年以来
- 空中救难

 蒙古国
- MIAT

 苏联
- DOSAAF 航空俱乐部运营 Yak-12 用于运输、飞行员训练、降落伞训练和滑翔机牵引。它们还被用作 空中救护车 和 农用飞机。

 南斯拉夫

## 性能

Yak-12A

参考资料：Soviet Transport Aircraft since 1945
基本信息
- 机组：1 名飞行员
- 容量：3 名乘客

性能
- 起飞滑跑：153 米（501 英尺）
- 着陆滑跑：131 米（429 英尺）

## 外部链机
- Photos and drawings （页面存档备份，存于） at Ugolok Neba site.